# بوحمامة
بوحمامة، بلدية بولاية خنشلة دائرة بوحمامة الجزائرية.
تعتبر مدينة بوحمامة من أهم مدن ولاية خنشلة حيث أنها من أجمل بلدياتها لأنها تزدهر بمعالمها الطبيعية مثل جبل شليا وغابة لبراجة وبني ملول التي تمتد على حوالي 80 كيلو متر مربع معظم سكانها يمارس نشاط الفلاحة ولها مورود فلاحي جيد خاصة التفاح تقع في وسط الجبال يحدها من الشرق جبل بولغمان ومن الغرب جبل شليا ومن الجنوب ششار ومن الشمال يابوس لديها عدة قرى مثل بوزوامل
وبوحمامة القديمة وتقاوغير وأولاد مريم أفرقسوا والزيريز كذلك فيها عدة وديان مثل الواد الأزرق وواد الأبيض وواد الكمين كل هذه الوديان تصب في واد العرب يسكن غيها عدة عروش من أهمها: عرش أولاد أبلال وعرش البراجى وكذالك عرش أولاد علي بن فلوس وعرش بني اوجانة.
وهناك أيضا أولاد أملول وأولاد يعقوب وهذه الأعراش منصهرة فيما بينها.
من أهم الموارد الفلاحية في البلدية: التفاح والمشمس والإجاص وكذالك الحبوب مثل القمح والشعير وتعتبر أيضا رئة الجزائر: حيث توجد بها أكبر غابة في الجزائر.
و وكانت جبالها حاضنة للمجاهدين في سبيل الله ووالأرض (الوطن)